# Peridroma inermis
Peridroma inermis är en fjärilsart som beskrevs av Harris 1841. Peridroma inermis ingår i släktet Peridroma och familjen nattflyn. Inga underarter finns listade i Catalogue of Life.